# Xã Auburn, Quận Crawford, Ohio
Xã Auburn (tiếng Anh: Auburn Township) là một xã thuộc quận Crawford, tiểu bang Ohio, Hoa Kỳ. Năm 2010, dân số của xã này là 795 người.